# 魯布琴基
49°33′43″N 29°42′57″E / 49.56194°N 29.71583°E
魯布琴基（烏克蘭語：Рубченки）是位於烏克蘭北部的村莊，由基辅州白采爾克瓦區的沃洛達爾卡市鎮負責管轄。該村始建於1622年，面積3.75平方公里，海拔高度219米，2001年人口760，人口密度每平方公里202.8人。